# Pekan Tutong
Pekan Tutong – miasto w Brunei, 20 tys. mieszkańców (2008). Stolica dystryktu Tutong. Ośrodek przemysłowy. Czwarte co do wielkości miasto kraju.